# Liga de Campeones de la EHF 2022-23
La Liga de Campeones de la EHF 2022-23 es la 63.ª edición de la máxima categoría a nivel de clubes de balonmano, aunque es la 30.ª edición con la actual nomenclatura.
La temporada 2022-23 viene precedida por el triunfo del FC Barcelona en la edición anterior, siendo también el equipo que logró el título en la temporada 2020-21.

## Equipos clasificados
En esta edición el RK Vardar partía como clasificado al ganar la liga nacional, pero por problemas financieros la EHF lo excluyó de la competición.
| Grupo A             | Grupo B          |
| ------------------- | ---------------- |
| MKB Veszprém        | FC Barcelona     |
| Paris Saint-Germain | KS Kielce        |
| SC Magdeburg        | THW Kiel         |
| GOG Gudme           | Aalborg HB       |
| Orlen Wisła Płock   | SC Pick Szeged   |
| FC Oporto           | HBC Nantes       |
| Dinamo Bucarest     | Elverum Handball |
| RK Zagreb           | RK Celje         |

## Fase de grupos

### Grupo A
| Local \ Visitante   | DBU   | GOG   | MAG   | OPO   | PSG   | VES   | WPL   | ZAG   |
| ------------------- | ----- | ----- | ----- | ----- | ----- | ----- | ----- | ----- |
| Dinamo Bucarest     | —     | 30–27 | 28–30 | 32–27 | 29–36 | 31–31 | 32–27 | 27–27 |
| GOG Gudme           | 38–38 | —     | 33–32 | 34–33 | 35–40 | 30–31 | 31–24 | 33–29 |
| SC Magdeburg        | 34–33 | 36–34 | —     | 41–36 | 22–29 | 32–25 | 33–27 | 35–25 |
| FC Oporto           | 32–23 | 26–33 | 31–31 | —     | 33–35 | 28–35 | 27–28 | 28–26 |
| Paris Saint-Germain | 33–26 | 41–36 | 33–37 | 32–30 | —     |       | 37–33 | 40–31 |
| MKB Veszprém        | 33–30 | 36–37 | 35–35 | 37–35 | 36–34 | —     | 32–22 | 32–28 |
| Orlen Wisła Płock   | 26–28 | 31–27 | 25–24 | 27–23 | 26–32 | 26–30 | —     | 26–30 |
| RK Zagreb           | 28–29 | 27–31 | 25–31 | 29–23 | 30–33 | 29–26 | 26–26 | —     |

|                                                        | Equipo                       | J  | G  | E | P  | GF  | GC  | DG  | Puntos |
| ------------------------------------------------------ | ---------------------------- | -- | -- | - | -- | --- | --- | --- | ------ |
| 1                                                      | Paris Saint-Germain Handball | 14 | 12 | 0 | 2  | 492 | 439 | 53  | 24     |
| 2                                                      | SC Magdeburg                 | 14 | 9  | 2 | 3  | 453 | 419 | 34  | 20     |
| 3                                                      | Telekom Veszprém HC          | 14 | 8  | 2 | 4  | 449 | 429 | 20  | 18     |
| 4                                                      | GOG Gudme                    | 14 | 7  | 1 | 6  | 459 | 454 | 5   | 15     |
| 5                                                      | C.S. Dinamo Bucuresti        | 14 | 5  | 3 | 6  | 416 | 429 | -13 | 13     |
| 6                                                      | Orlen Wisła Płock            | 14 | 4  | 1 | 9  | 374 | 412 | -38 | 9      |
| 7                                                      | HC PPD Zagreb                | 14 | 3  | 2 | 9  | 390 | 420 | -30 | 8      |
| 8                                                      | FC Porto                     | 14 | 2  | 1 | 11 | 407 | 438 | -31 | 5      |
| Fuente: EHF Champions League; actualización automática |                              |    |    |   |    |     |     |     |        |

### Grupo B
| Local \ Visitante | AAL   | BAR   | CEL   | ELV   | KIE   | NAN   | SZE   | THW   |
| ----------------- | ----- | ----- | ----- | ----- | ----- | ----- | ----- | ----- |
| Aalborg HB        | —     | 33–39 | 36–32 | 31–24 | 28–30 | 32–35 | 33–27 | 26–30 |
| FC Barcelona      | 32–26 | —     | 38–30 | 40–30 | 32–28 | 34–29 | 35–25 | 26–24 |
| RK Celje          | 31–34 | 27–28 | —     | 29–26 | 30–33 | 24–35 | 28–36 | 38–36 |
| Elverum Handball  | 25–33 | 30–46 | 31–29 | —     | 26–27 | 36–42 | 32–34 | 26–26 |
| KS Kielce         | 33–28 | 31–32 | 36–28 | 37–33 | —     | 40–33 | 37–30 | 40–37 |
| HBC Nantes        | 35–28 | 33–37 | 31–32 | 41–30 | 30–33 | —     | 35–30 | 38–30 |
| SC Pick Szeged    | 29–41 | 28–35 | 36–27 | 30–23 | 28–31 | 28–28 | —     | 36–33 |
| THW Kiel          | 36–36 | 30–30 | 39–27 | 36–26 | 32–29 | 37–33 | 34–29 | —     |

|                                                        | Equipo                   | J  | G  | E | P  | GF  | GC  | DG  | Puntos |
| ------------------------------------------------------ | ------------------------ | -- | -- | - | -- | --- | --- | --- | ------ |
| 1                                                      | FC Barcelona             | 14 | 13 | 1 | 0  | 484 | 404 | 80  | 27     |
| 2                                                      | Lomza Industria Kielce   | 14 | 11 | 0 | 3  | 465 | 427 | 38  | 22     |
| 3                                                      | HBC Nantes               | 14 | 7  | 1 | 6  | 478 | 451 | 27  | 15     |
| 4                                                      | THW Kiel                 | 14 | 6  | 3 | 5  | 460 | 440 | 20  | 15     |
| 5                                                      | Aalborg Håndbold         | 14 | 6  | 1 | 7  | 445 | 438 | 7   | 13     |
| 6                                                      | Pick Szeged              | 14 | 5  | 1 | 8  | 426 | 452 | -26 | 11     |
| 7                                                      | RK Celje Pivovarna Laško | 14 | 3  | 0 | 11 | 412 | 475 | -63 | 6      |
| 8                                                      | Elverum Handball         | 14 | 1  | 1 | 12 | 398 | 481 | -83 | 3      |
| Fuente: EHF Champions League; actualización automática |                          |    |    |   |    |     |     |     |        |

## Fase eliminatoria

### Octavos de final
| Equipo 1          | Agr.        | Equipo 2     | Ida   | Vuelta |
| ----------------- | ----------- | ------------ | ----- | ------ |
| SC Pick Szeged    | 56-74       | MKB Veszprém | 23-36 | 33-38  |
| Orlen Wisła Płock | 57-57 (5-4) | HBC Nantes   | 32-32 | 25-25  |
| Aalborg Håndbold  | 54-60       | GOG Gudme    | 30-28 | 24-32  |
| Dinamo Bucarest   | 60-72       | THW Kiel     | 28-41 | 32-31  |

### Cuartos de final
| Equipo 1          | Agr.  | Equipo 2            | Ida   | Vuelta |
| ----------------- | ----- | ------------------- | ----- | ------ |
| THW Kiel          | 56-63 | Paris Saint-Germain | 27-31 | 29-32  |
| GOG Gudme         | 61-73 | FC Barcelona        | 30-37 | 31-36  |
| Orlen Wisła Płock | 50-52 | SC Magdeburg        | 22-22 | 28-30  |
| MKB Veszprém      | 56-60 | KS Kielce           | 29-29 | 27-31  |

## Final Four
|  | Semifinales               | Semifinales               |                   |    | Final | Final |
|  |                           |                           |                   |    |       |       |
|  | 17 de junio               |                           |                   |    |       |       |
|  |                           |                           |                   |    |       |       |
|  | SC Magdeburg (p.)         | 38 (2)                    |                   |    |       |       |
|  | SC Magdeburg (p.)         | 38 (2)                    | 18 de junio       |    |       |       |
|  | FC Barcelona              | 38 (1)                    |                   |    |       |       |
|  | FC Barcelona              | 38 (1)                    | SC Magdeburg (ET) | 30 |       |       |
|  | 17 de junio               |                           | SC Magdeburg (ET) | 30 |       |       |
|  |                           | Barlinek Industria Kielce | 29                |    |       |       |
|  | Paris Saint-Germain       | Barlinek Industria Kielce | 29                | 24 |       |       |
|  | Paris Saint-Germain       |                           |                   | 24 |       |       |
|  | Barlinek Industria Kielce | 25                        |                   |    |       |       |
|  | Barlinek Industria Kielce | 25                        | 3º Puesto         |    |       |       |
|  |                           |                           |                   |    |       |       |
|  | 18 de junio               |                           |                   |    |       |       |
|  |                           |                           |                   |    |       |       |
|  | FC Barcelona              | 37                        |                   |    |       |       |
|  | FC Barcelona              | 37                        |                   |    |       |       |
|  | Paris Saint-Germain       | 31                        |                   |    |       |       |

| Liga de Campeones EHF 2022-23 |
| ----------------------------- |
|                               |
| SC Magdeburg 4.o Título       |